# ゾンド計画
ゾンド計画（ゾンドけいかく、ロシア語: Зонд;"探査機"という意味）はソビエト連邦の宇宙計画の1つ。ゾンド計画は2つのシリーズで構成され、1つは1964年から1970年にかけて進められていた惑星探査機の試験である。もう一方は有人月飛行のための無人試験で、ソユーズ宇宙船を構成するサービスモジュールと再突入モジュールを流用したものが使用された。

## 3MV惑星探査機を基にした任務
最初の3機は金星と火星の探査を目的とした3MV惑星探査機を基にしていた。2機が失敗した後、ゾンド3号が試験飛行に成功し、月の裏側の写真を撮影した（当時2番目だった）。その後、火星の軌道の外側に出てからもシステムのテレメトリーの送信を続けた。

## 周回任務

L1 (ゾンド)周回宇宙船

ゾンド4号からゾンド8号の任務はソ連の有人月旅行計画の下で月面着陸に向けて試験飛行を行うことだった。地球から月への飛行にはソユーズ 7K-L1宇宙船が流用された。それらは月を周回せずに、月の近傍を通過した後地球に帰還する軌道に投入された（同様の軌道はアポロ13号も辿った）。質量の大きなゾンドをこの軌道に投入するために、十分に強力なプロトンロケットが打ち上げに使われた。ゾンドは原型のソユーズから小規模な改修がされ、2名の宇宙飛行士が乗れるように設計されていた。
ゾンド計画が始まった当時、新型のプロトンロケットと新しいソユーズ宇宙船には深刻な信頼性の問題があったが、試験飛行前にいくつかの不具合は解消された。1967年から1970年にかけて（ゾンド4号からゾンド8号）の試験飛行において生じたトラブルは、大半が大気圏再突入時のものだった。
ゾンド宇宙船は自動操縦による無人飛行のみが行われた。これらの任務で太陽と宇宙船、磁場、電波、太陽風に関するデータが収集された。多くの写真を撮影し、生物も載せたが、4回の飛行では宇宙船の不具合のため生物は死んでしまった。

## 年表

### 3MV惑星探査機を基にした任務
- ゾンド1号
  - 1964年4月2日打ち上げ
  - 1964年5月14日通信途絶
  - 1964年7月14日に金星フライバイ（通信途絶のため観測できず）
- ゾンド2号
  - 1964年11月30日打ち上げ
  - 1965年5月に通信途絶
  - 1965年8月6日に火星フライバイ（通信途絶のため観測できず）
- ゾンド3号
  - 1965年7月18日打ち上げ
  - 1965年7月20日に月フライバイ、月の観測に成功

### ソユーズ 7K-L1試験任務
- コスモス146号
  - 1967年3月10日に打ち上げ
  - ソユーズ7K-L1Pの試作機、プロトンロケットにて長楕円軌道に予定通り投入
- コスモス154号
  - 1967年4月8日に打ち上げ
  - ソユーズ7K-L1Pの試作機、プロトンロケットにて打ち上げられたが予定の遷移軌道への投入に失敗
- ゾンド1967A
  - 1967年9月28日に打ち上げ
  - 打ち上げ60秒後に軌道を外れて落下。脱出装置でゾンドカプセルは無事。ロケットは発射方向の65km先に墜落した。
  - 月フライバイできず
- ゾンド1967B
  - 1967年11月22日に打ち上げ
  - ロケット2段目の異常により失敗。ゾンドカプセルは無事回収。ロケットは発射方向の300km先に墜落した。
  - 月フライバイできず
- ゾンド4号
  - 1968年3月2日に打ち上げ
  - 宇宙空間での遠隔操作の調査、新しい搭載システム、宇宙ステーションのユニットの開発
  - 1968年3月7日に地球へ帰還。予定の着陸地点から大幅に逸れたため、高度10から15kmで自爆装置が作動して爆発、アフリカ・ギニア沖180から200kmでカプセルは破壊された。
- ゾンド1968A
  - 1968年4月23日に打ち上げ
  - 発射260秒後にロケット第2段が異常を起こし失敗
  - 月フライバイできず
- ゾンド1968B (ゾンド 7K-L1 s/n 8L)
  - 1968年7月21日に打ち上げ
  - 射場でブロックD段が爆発、3人死亡
- ゾンド5号
  - 1968年9月15日に打ち上げ
  - 1968年9月18日に月周回
  - 1968年9月21日に地球へ戻る
  - 亀や他の生物が初めて生きた状態で月軌道から安全に帰還
- ゾンド6号
  - 1968年11月10日に打ち上げ
  - 1968年11月14日に月周回
  - 1968年11月17日に地球へ戻る
- ゾンド1969A
  - 1969年1月20日に打ち上げ
  - ロケット第2段が25秒で停止。自動操縦システムの故障。カプセルは安全に回収された。
  - 月フライバイできず
- ゾンドL1S-1
  - 1969年2月21日に打ち上げ
  - ロケット第1段が故障。打ち上げ70秒後に脱出装置が作動、カプセルは回収された。
  - 月周回機とN-1ロケットの試験できず
- ゾンドL1S-2
  - 1969年7月3日に打ち上げ
  - 第一段が失敗。ゾンドカプセルは回収。
  - 月周回機とN-1ロケットの試験できず
- ゾンド7号
  - 1969年8月7日に打ち上げ
  - 1969年8月11日、月フライバイ
  - 1969年8月14日に地球へ戻る
- ゾンド8号
  - 1970年10月20日に打ち上げ
  - 1970年10月24日、月フライバイ
  - 1970年10月27日に地球へ戻る
- ゾンド9号
  - 計画中止
- ゾンド10号
  - 計画中止